# Coniocompsa truncata
Coniocompsa truncata är en insektsart som beskrevs av C.-k. Yang och Liu 1999. Coniocompsa truncata ingår i släktet Coniocompsa och familjen vaxsländor. Inga underarter finns listade i Catalogue of Life.